# Брэй, Джон Рэндолф
Джон Рэндолф Брэй (англ. John Randolph Bray, 25 августа 1879 — 10 октября 1978) — американский мультипликатор. В 1920 году выпустил второй в истории цветной мультфильм — The Debut of Thomas Cat. Первым цветным мультфильмом был «Маленький Нимо» (англ. Little Nemo, 1911) Уинзора Мак-Кея.
Когда Мак-Кей работал над мультфильмом «Динозавр Герти», Брэй пришёл к нему под видом журналиста, пишущего об анимации. Мак-Кей охотно продемонстрировал все детали процесса гостю. Впоследствии Брэй запатентовал многие идеи Мак-Кея и даже пытался вчинить иск настоящему автору. Но суд вынес решение в пользу Мак-Кея, и Брэй несколько лет выплачивал Мак-Кею авторское вознаграждение.
Созданная Брэем компания — Bray Productions — в период с 1913 по 1937 годы выпустила более 500 фильмов, в основном мультипликационных и короткометражных документальных. 
Мультфильм «Полковник Хиза-лгун в Африке» (1913) стал началом целой серии мультфильмов с одним главным персонажем — Полковник Хиза-лгун (Colonel Heeza Liar), его литературным прототипом был барон Мюнхгаузен.
В 1916 году на студии Брэя работал карикатурист и художник-мультипликатор Пол Терри.
Подразделение развлекательных фильмов компании Bray Pictures Corporation было закрыто в 1928 году. До конца 1930-х годов в производстве оставались документальные фильмы. Подразделение рекламных и образовательных фильмов, Brayco, начавшее работу в 1920-х, просуществовало до 1963 года. Bray Studios продолжала работу и в 1970-е годы, когда в 1978 году Джон Рэндолф Брэй скончался в возрасте 99 лет.